# Hochleithenwald
Hochleithenwald är en skog i Österrike.   Den ligger i förbundslandet Niederösterreich, i den östra delen av landet, 26 km nordost om huvudstaden Wien.
Trakten runt Hochleithenwald består till största delen av jordbruksmark. Runt Hochleithenwald är det ganska tätbefolkat, med 67 invånare per kvadratkilometer.